# 4585 Ainonai
4585 Ainonai (1990 KQ) là một tiểu hành tinh vành đai chính được phát hiện ngày 16 tháng 5 năm 1990 bởi Kin Endate và Kazuro Watanabe ở Đài thiên văn Kitami.